# Дженовезе, Вито
Ви́то Дженове́зе (итал. Vito Genovese; 21 ноября 1897 года, Рисильяно, Туфино, Кампания, Италия — 14 февраля 1969 года, Спрингфилд, Миссури, США), известный как Дон Вито — американский мафиозо итальянского происхождения. В разное время являлся капореджиме, младшим боссом, а затем боссом семьи Дженовезе. В период с 1957 по 1959 год был известен как «Босс боссов».
Был наставником будущего босса мафии Винсента Джиганте по прозвищу «Подбородок».
Оба его брата — Майкл по прозвищу «Майк Трубка» и Кармине Дженовезе — также состояли в его клане, а его двоюродный брат Майкл Джеймс Дженовезе являлся боссом преступной семьи Питтсбурга.

## Биография

### Ранний период
Вито Дженовезе родился 21 ноября 1897 года в Рисильяно — пригороде Туфино (Кампания, Италия). В 1913 году вместе с отцом, матерью и двумя братьями эмигрировал в США. Поначалу семейство Дженовезе проживало в Куинсе, но потом переехало на Манхэттен, где в то время проживало много итальянцев. Там и началась криминальная карьера Вито Дженовезе. Он был членом команды Лаки Лучано, которая входила в семью Джо Массерии, главного босса мафии Нью-Йорка того времени. Основной деятельностью Дженовезе вначале были воровство и сбор денег с игроков, позже он перешёл к более выгодным занятиям — вымогательству и бутлегерству. Периодически он выступал в роли киллера. Знавшие его вспоминали, что уже с раннего возраста у Вито была склонность к насилию. В первое десятилетие своей криминальной карьеры Дженовезе часто задерживался полицией, однако привлечь к уголовной ответственности его смогли лишь дважды. Оба раза за незаконное ношение оружия.

### Восхождение к власти
Время, когда в США действовал «сухой закон», стало "золотым" для итало-американской мафии. Многие мафиози смогли обогатиться и стать ключевыми фигурами в организации. Вито Дженовезе не стал исключением. К концу 1920-х годов он заметно продвинулся по криминальной иерархической лестнице. В 1929 году началась Кастелламмарская война — конфликт за контроль над организованной преступностью в Нью-Йорке между семьями Массерии и Сальваторе Маранцано. В ходе войны Дженовезе пригодились его навыки боевика и киллера.
Конец разорительной для обеих сторон войне положило устранение Джо Массерии, которое организовали в апреле 1931 года его же подчинённые — Лаки Лучано и Вито Дженовезе, договорившиеся с Маранцано покончить с кровопролитием. Вито был одним из четырёх киллеров, расстрелявших Массерию. На этом он и его друг и партнёр Лучано не остановились. В сентябре того же года они убили Маранцано, ставшего после смерти Массерии «капо ди тутти капи», главой итало-американской мафии. После этого убийства Лучано стал боссом семьи, а Вито Дженовезе его помощником, младшим боссом. Одновременно в личной жизни Дженовезе произошли перемены. В 1931 году умерла его жена, с которой он прожил 7 лет.
Однако приближённые считали, что её смерть не была случайной, а Вито просто убил её из-за чрезмерной любвеобильности по отношению к другим членам организации. Вскоре объектом страсти Дженовезе стала Анна Вернотико (в девичестве Петилло). Наличие у последней мужа ничуть не тревожило Вито. 16 марта 1932 года на крыше многоэтажного дома по адресу 124 Томсон стрит был найден труп мужа Анны — Джерарда Вернотико. Смерть наступила от удушения. Рядом также было найдено тело Антонио Лонцо. Считается, что он просто оказался случайным свидетелем. Уже через 12 дней после случившегося Вито Дженовезе женился на Анне.
После установившегося перемирия семья Лучано (впоследствии Дженовезе) богатела с каждым годом. Дон Вито, в силу своего высокого положения, старался не привлекать внимания полиции. Но в 1934 году произошла история, которая имела большие последствия. Всё началось с того, что Фердинанд Боччия по прозвищу «Тень» и мелкий гангстер Вилли Галло обворовали друга Дженовезе — Энтони Стролло (он же Тони Бендер). Они похитили из его гаража алкогольные напитки на крупную сумму. Стролло быстро узнал, кто является похитителями, и сообщил об этом Дженовезе. Боччия, в порядке искупления вины и компенсации, предложил Дженовезе свести его и Микеле Миранду, известного как «Большой Майк», с богатым итальянским бизнесменом для проведения шулерской карточной игры и мошеннической сделки.
Мошенническая операция была проведена успешно и принесла более 100 000 долларов. Однако Боччия подвела жадность. Узнав о сумме, он стал требовать у Дженовезе и Миранды треть от полученного. Требование привело Вито Дженовезе в крайнее раздражение. Вместо выплаты он нанял Эрнеста Руполо по прозвищу «Ястреб» в паре с Розарио Пальмери («Солли») для устранения Боччия. Кроме того, после ликвидации Боччия Руполо должен был устранить Вилли Галло. Позднее, усомнившись в компетентности Руполо, Дженовезе оставил за ним ликвидацию Галло, а Боччия поручил заботам Джорджа Смурра и Козмо Фраска по прозвищу «Гас».
19 сентября 1934 года Боччия был застрелен во время карточной игры, которую специально организовал Питер ЛаТемпа. Несколько позже Руполо дважды пытался убить Галло, но потерпел неудачу.
Последний же заявил на него в полицию. В результате Руполо посадили в тюрьму, и началось расследование. Ради снижения срока Руполо дал показания, что заказчиком убийства является Вито Дженовезе. Однако суд не счёл их достаточно убедительными. В конечном итоге Руполо был приговорён к сроку от 9 до 20 лет. В 1936 году благодаря усилиям Томаса Дьюи в тюрьму был отправлен Чарли Лучано. Лучано, понимая, что руководить семьёй из тюрьмы проблематично, назначил Дженовезе действующим боссом. После этого Дьюи объявил Вито Дженовезе гангстером №1. Снова началось усиленное расследование обстоятельств, связанных со смертью Фердинанда Боччия, а также всего, что могло позволить отправить Дженовезе в тюрьму. Вито Дженовезе, предчувствуя нежелательное развитие событий, в срочном порядке уехал в Италию.

### Жизнь и деятельность в Италии
По приезде в Италию Вито Дженовезе поселился в городе Нола, неподалёку от Неаполя. Из Америки он привёз с собой 750 000 долларов. Кроме того, тремя годами ранее он побывал в Италии и, по словам его окружения, уже тогда разместил крупную сумму денег в местных банках. Вскоре после бегства в Италию он познакомился и подружился с Бенито Муссолини.
Вито Дженовезе поучаствовал в финансировании строительства электростанции, а также пожертвовал 250 000 долларов на нужды муниципалитета, за что был награждён орденом Короны Италии.
Благодаря покровительству дуче Дженовезе уже вскоре кроме официального бизнеса обзавёлся и теневым. Используя знакомство с зятем Муссолини, он организовал доставку из Турции в Милан опиума-сырца, где из него получали героин, который развозился по средиземноморским портам на самолётах ВВС Италии. Кроме этого, Вито вместе с самым влиятельным боссом сицилийской мафии Калоджеро Виццини организовал продажу продуктов, сигарет и алкогольных напитков на чёрном рынке. В 1943 году он, в качестве услуги дуче за поддержку, договорился с членами синдиката в США об устранении Карло Треска, журналиста, регулярно выпускавшего антифашистские статьи, направленные против режима Муссолини. Устранение прошло успешно.
В том же 1943 году режим дуче пал, а на территорию Италии высадились союзные войска. Дженовезе и в этой ситуации доказал свою способность к выживанию. Очень скоро он стал переводчиком и сотрудником по связям армии США. Благодаря этому он получил доступ на армейские склады. После этого Дженовезе организовал вывоз со складов различных товаров и сбыт их на чёрном рынке. В это время в США после недолгого пребывания на свободе был задержан Эрнест Руполо. За совершённые преступления ему грозил длительный срок. В этот раз Руполо сообщил следствию, что в организации убийства принимал участие Питер ЛаТемпа. ЛаТемпа был задержан и вынужден согласиться с показаниями Руполо. Наличие двух свидетелей позволило следствию объявить Вито Дженовезе в розыск.
В 1944 году в Италии агент военной полиции Ориндж Дики арестовал двух канадских дезертиров за угон двух армейских грузовиков. Канадцы указали на Дженовезе как своего босса. 27 августа 1944 года Дики арестовал Вито Дженовезе.
В ответ тот предъявил ему рекомендательные письма от трёх высокопоставленных армейских чинов. Факт наличия таких писем заинтересовал Дики, он связался с ФБР и узнал, что Вито Дженовезе разыскивается по подозрению в убийстве Фердинанда Боччия. Дики запросил разрешение итальянских властей на обыск банковского хранилища Дженовезе, но к моменту получения разрешения из хранилища всё было вывезено. Кроме прочего, Оринджа Дики оповестили из консулата, что Дженовезе является гражданином Италии, а потому не может содержаться в американской тюрьме. Поняв, что столкнулся с заговором, цель которого — защитить Дженовезе, Дики отправился в Рим за консультацией.
Там он встретился с бывшим окружным прокурором Бруклина Уильямом О’Дуайером, который посоветовал ему связаться с действующим окружным прокурором Бруклина, что Дики и сделал. После этого госмашина пришла в движение. Вито Дженовезе, понимая растущую опасность, предложил Дики взятку в 250 000 долларов. Однако Дики, получавший 210 долларов в месяц, отказался. Тогда Дженовезе пригрозил, что его семья может сильно пострадать из-за его неправильного поведения. Тем временем Государственный департамент США выдал Дженовезе паспорт для проведения экстрадиции. Но власти Сицилии продолжали чинить всевозможные препятствия. А в январе 1945 года Питер ЛаТемпа, второй (и главный) свидетель по делу об убийстве Боччия, скончался в своей камере. Причиной смерти явилось отравление.
После этого Руполо полностью потерял желание свидетельствовать о чём-либо. В мае 1945 года Дики, приковав к себе Дженовезе наручниками, сел на корабль, в одиночку доставил его в Нью-Йорк и передал в руки властей. В 1946 году состоялся суд, на котором с Дженовезе было снято обвинение в убийстве.

### Возвращение утраченного влияния
Возвратившись в США, Вито Дженовезе не получил ожидаемого высокого положения. В 1946 году Лучано изменили срок пребывания в заключении, а после этого депортировали в Италию.
Фрэнк Костелло, занявший пост босса после отъезда Дженовезе в Италию, сохранил его и по возвращении последнего. Вито не удалось получить даже пост подбосса. Его занимал Гуарино «Вилли Мур» Моретти, глава команды из Нью-Джерси. Он имел в своём подчинении небольшую армию обученных боевиков. А кроме того, приходился Костелло двоюродным братом. Дженовезе пришлось стать капо команды, контролирующей Гринвич-Виллидж. Понимая, что прямым столкновением власть не захватить, Вито Дженовезе, сохраняя видимую преданность Костелло, стал понемногу перетягивать на свою сторону тех капо, которые занимались «силовым» бизнесом. Костелло всё больше был занят своим собственным бизнесом, да и для получения доходов в семью старался не использовать грабежи, вымогательство и наркоторговлю. Капо команд, имеющих такую специализацию, были недовольны руководством Костелло, чем и воспользовался Вито Дженовезе.
В 1950 году У Вито Дженовезе начались неприятности. Первой из них стало то, что в мае 1950 года сенат США начал крупномасштабное расследование деятельности организованной преступности. Расследование вошло в историю, как «Слушания Кефовера», по имени председателя следственной комиссии — сенатора от штата Теннеси Эстеса Кефовера. К тому же в том же году его вторая жена Анна начала бракоразводный процесс, во время которого дала показания о доходах Дженовезе и описала его теневой бизнес, в особенности — связанный с азартными играми и вымогательством.
Дженовезе, вопреки мафиозным обычаям, не заказал ликвидацию жены, а последовал совету Фрэнка Костелло и нанял адвоката, специализирующегося на разводах. Слушания Кефовера доставили много неприятностей ряду авторитетных фигур мафии. Однако для Вито Дженовезе слушания, косвенно, принесли пользу. В процессе слушаний Вилли Моретти вследствие застарелого сифилиса стал слишком разговорчив и вёл себя крайне странно. Подобное поведение на фоне слушаний весьма встревожило остальных лидеров мафии. Была собрана Комиссия, которая дала разрешение на устранение Моретти. 4 октября 1951 года он был приглашён в ресторан и расстрелян во время ланча. Так Фрэнк Костелло потерял сильного союзника, а шансы Дженовезе на успех выросли.
Несмотря на устранение Моретти, Дженовезе по-прежнему приходилось выжидать. Последующие несколько лет Костелло дважды попадал в тюрьму, но оба раза был оправдан. А в 1956 году был депортирован в Италию его союзник Джо Адонис.
В мае 1957 года на Костелло было совершено покушение, однако он отделался лишь ранением головы. Костелло узнал киллера. Им оказался Винсент Джиганте, протеже Дженовезе. Понимая, что одной попыткой дело не ограничится, Костелло принял решение отойти от дел, передав пост босса семьи Вито Дженовезе. Осенью 1957 года был расстрелян Альберт Анастазия. Официально убийство осталось нераскрытым. Но согласно полученной от осведомителей информации, убийство заказал Вито Дженовезе, а помогал ему в этом Карло Гамбино, занявший место босса семьи после смерти Анастазия.

### Аппалачинская конференция
В ноябре 1957 года Вито Дженовезе решил организовать большую сходку лидеров мафии США и Канады в городке Аппалачин. Дженовезе предполагал выступить перед всеми в роли полноправного босса семьи, а кроме того лидеры мафии собирались обсудить ряд моментов, связанных с теневым бизнесом. Имеется и другая версия о цели сходки в Аппалачине. Ряд исследователей считает, что Вито Дженовезе собирался возглавить Комиссию и объявить себя «боссом боссов». Узнав о таких намерениях дона Вито, кто-то из мафиозных авторитетов проинформировал полицию, чтобы сорвать планы Дженовезе.
Так или иначе, но с самого начала всё пошло не по плану. Сходка должна была проводиться в поместье Джозефа «Джо Цирюльник» Барбара. Местный полицейский Эдгар Кросвелл, заметив множество мужчин на дорогих автомобилях, собирающихся в поместье Барбара, установил наблюдение. Кроме этого он узнал, что сын Барбара забронировал много номеров в местных гостиницах. Проверив номера машин, Кросвелл обнаружил, что многие из них зарегистрированы на известных преступников. Выяснив это, Кросвелл вызвал подкрепление, которое окружило поместье. Участники сходки попытались спастись бегством, но половину из них удалось арестовать. Результатом неудачной сходки стало снижение авторитета Дженовезе среди остальных членов мафии. Но гораздо хуже для синдиката было то, что сходка стала ярким подтверждением существования оргпреступности, что прежде отрицалось директором ФБР Эдгаром Гувером.

## Заключение и смерть

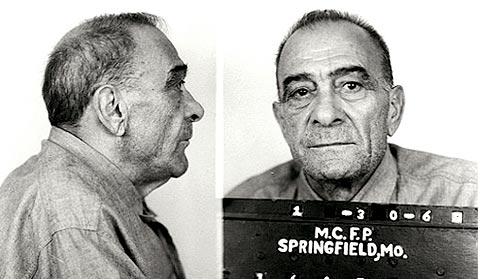
Тюремное фото. Вито Дженовезе за две недели перед смертью

В 1959 году Вито Дженовезе был обвинён в торговле наркотиками. Главным свидетелем обвинения выступил мелкий наркодилер Нельсон Кантеллопс. Настолько мелкий, что многие судебные обозреватели просто отказывались верить, что подобный человек может знать что-либо существенное о такой крупной фигуре, как Дженовезе.
Защищал Дженовезе один из лучших на тот момент адвокатов Эдвард Беннет Уильямс. Но это не было так уж важно. Властям необходимо было посадить дона Вито в тюрьму, чтобы показать свои успехи в борьбе с организованной преступностью. Кроме того, как стало ясно позже, того же хотели многие лидеры мафии. Прежде всего Костелло, Лучано, Лански, а также примкнувший к ним Карло Гамбино. Дженовезе считал, что именно ему дон Карло обязан тем, что получил пост босса семьи после убийства Анастазия, но не предполагал, что тем самым обзавёлся врагом. Зная ненасытную жажду власти Дженовезе и его привычку устранять проблемы вместе с их носителями, многие лидеры мафии всерьёз опасались, что дон Вито избавится от них более радикальным способом, чем они собирались избавиться от него. Поэтому они просто подкупили Кантеллопса и передали ему информацию, необходимую для того, чтобы показания выглядели правдоподобно. Процесс проходил не очень гладко. На перекрёстных допросах Кантеллопс нередко «плавал», но это уже не имело значения. Жюри присяжных вынесло обвинительный приговор Вито Дженовезе и всем, кто проходил по делу.
Согласно приговору Дженовезе получил 15 лет тюремного заключения, что, учитывая его возраст, фактически означало пожизненный срок. Из тюрьмы дон Вито уже не мог оказывать прежнего влияния на криминальный мир.
В одной камере с Дженовезе находился Джо Валачи, который заподозрил, что Вито собирается его устранить. Это, с его слов, вынудило его нарушить омерту и начать сотрудничать с правоохранительными органами. Вскоре после этого по ТВ показали его признания. Считается, что это побудило Дженовезе отдать приказ об устранении Эрнеста Руполо. В конце лета 1964 года Руполо исчез, а 27 августа его изувеченное тело было найдено на пляже в Бризи Пойнт (Куинс). Согласно заключению судмедэкспертизы смерть Руполо наступила от многочисленных огнестрельных и ножевых ранений. В 1965 году во время драки в баре был зарезан Нельсон Кантеллопс. Убийца так и не был найден. Здоровье Дженовезе постепенно ухудшалось, и 14 февраля 1969 года он скончался в возрасте 71 года в тюремной больнице, расположенной в Спрингфилде (штат Миссури).
Причиной смерти стал инфаркт миокарда. Похоронен на кладбище Св. Джона в Куинсе.

## Киновоплощения
- Лино Вентура в фильме «Бумаги Валачи» (1972)
- Чарлз Чоффи в фильме «Лаки Лучано» (1973)
- Роберт Дави в фильме «Гангстерские хроники» (1981)
- Дон Каррара в фильме «Багси» (1991)
- Эмидио Мичетти в фильме «Новый дон» (1999)
- Роберт Миано в фильме «Крёстный Лански» (1999)
- Стивен Бауэр в фильме «Босс боссов» (2001)
- Роберт Дави в фильме «Город Банд» (2019)
- Роберт Де Ниро в фильме «Мудрые парни» (2025)